# 莫莉·桑登
莫莉·米·瑪麗安·桑登（英語：Molly My Marianne Sandén，1992年7月3日—）是瑞典的流行歌手和配音演員。在十幾歲的時候，桑登代表瑞典參加了2006年歐洲青少年歌唱大賽，並於2009年參加了瑞典旋律节。

## 音樂作品

### 專輯

#### 錄音室專輯
- 《Samma himmel（瑞典语：Samma himmel）》(2009年）
- 《Unchained（瑞典语：Unchained）》(2012年）
- 《Större（瑞典语：Större）》(2018年）
- 《Det bästa kanske inte hänt än（瑞典语：Det bästa kanske inte hänt än）》(2019年）
- 《Dom ska veta（瑞典语：Dom ska veta）》(2021年）
- 《Strawberry Blonde（瑞典语：Strawberry Blonde）》(2025年）

#### 原聲專輯
- 《歐洲歌唱大賽：火焰傳說》（2020年）

#### 細碟
- 《Like No One's Watching（瑞典语：Like No One's Watching）》(2015年）

#### 合輯
- 《Allting däremellan（瑞典语：Allting däremellan）》(2023年）